# KAJ (gruppo musicale)
KAJ è un gruppo musicale finlandese di lingua svedese formatosi nel 2009. È costituito dai cantanti e comici Kevin Holmström, Axel Åhman e Jakob Norrgård.
Hanno rappresentato la Svezia all'Eurovision Song Contest 2025 con l'inedito Bara bada bastu, classificandosi al quarto posto.

## Storia del gruppo
Il trio, conosciuto per il loro umorismo, è stato fondato in Ostrobotnia dai finlandesi Kevin Holmström, Axel Åhman e Jakob Norrgård. Hanno fatto il loro esordio discografico con l'album in studio Professionella Pjasalappar, uscito il 30 giugno 2012, disco a cui hanno fatto seguito gli LP Lokalproducerat Pjas (2014), Kom ti byin (2016), Gambämark (2018), Botnia Paradise (2021) e Karar i arbeit (2024), nonché quello dal vivo Kaj 10 (Live) (2020). Hanno scritto due musical e il loro catalogo comprende brani dai svariati generi musicali.
Nel novembre 2024 sono stati selezionati dalla SVT come concorrenti al Melodifestivalen, l'evento usato dall'emittente svedese per decretare il partecipante nazionale all'Eurovision Song Contest 2025; alla competizione, dove hanno gareggiato con la canzone Bara bada bastu, sono riusciti a superare le semifinali e a qualificarsi per la finale dell'8 marzo. Bara bada bastu ha poi esordito direttamente in vetta alla Sverigetopplistan e nella top five della Suomen virallinen lista; lo stesso ha poi mantenuto il controllo della hit parade svedese per tredici settimane di fila, guidando anche quella finlandese per sei settimane consecutive. Alla finale della manifestazione i KAJ sono dunque risultati i preferiti dal pubblico, e il voto combinato di giuria e televoto li ha incoronati vincitori e rappresentanti svedesi sul palco eurovisivo a Basilea, in Svizzera. Dopo aver superato la prima semifinale, svoltasi il 13 maggio 2025, il gruppo è giunto, il 17 maggio seguente, alla finale della kermesse musicale eurovisiva, piazzandosi al 4º posto con 321 punti.
Sauna Collection (2025), la prima raccolta del gruppo, ha debuttato direttamente in cima alla graduatoria finlandese ed è arrivata al 9º posto in Svezia.

## Formazione
- Kevin Holmström – voce
- Axel Åhman – voce, fisarmonica
- Jakob Norrgård – voce

## Discografia

### Album in studio
- 2012 – Professionella Pjasalappar
- 2014 – Lokalproducerat Pjas
- 2016 – Kom ti byin
- 2018 – Gambämark
- 2021 – Botnia Paradise
- 2024 – Karar i arbeit

### Album dal vivo
- 2020 – Kaj 10 (Live)

### EP
- 2015 – Kajland
- 2015 – Kajland, Del 2
- 2015 – Kajland, Del 3

### Raccolte
- 2025 – Sauna Collection

### Singoli
- 2013 – Heimani i skick
- 2014 – Jåo nåo e ja jåo Yolo ja nåo
- 2015 – Pa to ta na kako?
- 2016 – Taco hej (Me gusta)
- 2017 – Paavos Barkbrö
- 2019 – Text-TV
- 2019 – Vems pojk e do?
- 2024 – Firmans man
- 2024 – Dansgolv
- 2025 – Bara bada bastu
- 2025 – Mosquito